# Talâq
Les règles pour le talâq (arabe : طلاق, traduit en français par « répudiation » ) comprennent toutes les formes de rupture volontaire du mariage, telles que définies en islam. Ces règles varient parmi les différentes madhhab (écoles juridiques). Les chiites et sunnites n'appliquent en effet pas les mêmes règles. Cependant la démarche est la même, c'est le mari qui a la charge de prononcer les formules.

## Définition
Al-Talaq est défini, en droit musulman, par la demande de divorce à l'initiative de l'homme. En arabe, vient du mot « Al Itlaq » qui signifie le fait de relâcher une chose, de s’en séparer. 

## Règles gouvernant l'usage dutalâq
Les hommes comme les femmes ont la possibilité de divorcer en islam. L'islam reconnaît la répudiation des femmes par les hommes mais aussi, si les conditions requises sont remplies, le divorce à l'initiative de la femme. Le mariage n'est pas considéré comme un sacrement, mais comme un contrat conclu entre deux personnes consentantes; le divorce est donc une rupture du contrat. En général, ce contrat doit nécessairement avoir comme objectif, au moment de sa conclusion, de durer de façon indéfinie. 
Le divorce, s'il est une chose possible, ne doit se produire qu'en dernier recours. Mahomet a ainsi voulu préserver le mariage en instaurant la nécessité de réitérer, par trois fois successives (et non simultanées), la formule de répudiation qui met fin à la vie commune et fait entrer la femme en 'idda, période de retraite ou de continence, ou en délai de viduité (ce qui permet notamment d'éviter les conflits possibles de paternité) . Pour les chiites, cette répudiation doit se faire publiquement. En outre, afin de préserver la femme contre des abus fréquents dans les temps pré-islamiques, le Prophète a ajouté que la troisième répudiation rendait celle-ci définitive, empêchant le mari de maintenir sa femme dans un état intermédiaire. Il y a ainsi deux répudiations, dites révocables (radj'î), suivie d'une troisième, irrévocable (bâ'in). « La répudiation révocable est donc conçue comme un moyen de protéger le mariage, la répudiation irrévocable comme une protection de la femme. » 
Toutefois, les populations contemporaines de Mohamed s'étant opposées à cette nécessité de réitérer la répudiation, l'usage a progressivement été admis d'une répudiation unique, en utilisant la triple formule (simultanée). Cette jurisprudence a été entérinée dans tous les pays musulmans, bien que cette pratique coutumière soit, à la lettre, contraire au Coran et aux ahâdith  . Les juristes n'y ont pas vu une règle d'idjmâ (consensus des savants), mais comme une bid'a (innovation blâmable), tout en l'acceptant . De même, les cadis, s'ils déploraient cette pratique coutumière, l'ont entérinée.
À la troisième répudiation, l'homme ne peut plus revivre avec sa femme. Selon le Coran, il ne peut se remarier avec elle que si celle-ci a entretemps ré-épousé un autre homme, puis divorcé. À cette norme, la jurisprudence a ajouté l'obligation de consommer le mariage effectué dans l'intermède.La répudiation pour les mariages temporaires est définitive et unique.
Il faut ajouter à cela que le mari doit payer le douaire à la femme avec qui il se marie (cela n'a rien à voir avec la dot que dans certaines sociétés du passé et d'aujourd'hui, le père de la fille doit verser à celui qui se marie avec sa fille ou doit remettre au couple). Or, dans les pays arabes, ce douaire est élevé, assez élevé pour dissuader le mari de répudier sa femme pour un motif futile ; c'est d'ailleurs une des raisons pour lesquelles il a été institué. En cas d'utilisation abusive, par le mari, du droit de divorce par la formule, la femme ainsi divorcée peut demander le versement d'une pension compensatoire.
| Étape                                         | Pratique sunnite | Pratique chiite |
| --------------------------------------------- | --- | --- |
| Initiation (sourate 65.1 et sourate 2.228)    | Le mari peut, pour divorcer, prononcer de une à trois fois la formule de divorce (talāq) ou bien un mot qui n'est employé que pour désigner l'équivalent en présence de sa femme. La possibilité de divorcer par la formule fait alors en quelque sorte fonction de « fusible chez le mari : celui-ci prononce la formule de divorce. » | Le mari annonce publiquement son désir de divorce                                                                                         |
| Réconciliation (sourate 4.45 et sourate 65.1) | Le mari doit prononcer trois fois la formule de divorce (talāq) | Les familles cherchent à trouver un arrangement pendant le iddah. Si le couple entretient une relation sexuelle la procédure est annulée. |
| Prononciation (sourate 65.2 et 2.231)         | Un Cadi commence et le mari finit de prononcer le triple talāq | Deux témoins doivent, à la fin de l'iddah, attester la fin de la procédure                                                                |

## Divorce à l'initiative de la femme
La femme, dont le consentement est nécessaire pour le mariage, a aussi le droit d'exiger le divorce, mais celui-ci doit être validé devant un tribunal. Le contrat de mariage peut toutefois stipuler que la femme a le droit de se répudier elle-même, et ainsi de dissoudre d'elle-même le mariage (soit par tafwîd, soit par khul' ou mubârâ'at) .
Le tafwîd s'établit lors du contrat de mariage : le mari se dépouille alors de son droit de répudiation, et concède à la femme celui de se répudier elle-même .
Le khul' permet à la femme de divorcer lorsque le tribunal refuse de prononcer celui-ci, moyennant compensation. Si les deux conjoints renoncent à leurs droits de créance, on parle alors de mubâra'at .
La femme peut aussi recourir aux possibilités suivantes [réf. nécessaire] :
1. utiliser la formule de talâq dans l'un de ces cas :
  - le tamliq quand elle possède le droit de répudier (ce droit peut être consigné dans le contrat matrimonial ou dans un autre contrat);
  - le takyiree ou droit d'option, quand le mari ne veut pas divorcer mais lui confie l'option de maintenir ou mettre fin à leur vie conjugale;
  - le tafwide ou délégation, il s'agit là d'une procuration donnée oralement ou par écrit par l'époux à son épouse pour formuler le talâq.
2. rendre le douaire (mahr), qu'il lui avait donné au moment du mariage, et tous les deux mettent fin à leur état conjugal.

## Divorce juridique
Le juge peut aussi prononcer la dissolution de mariage :
- à la suite du serment d'anathème (li'ân)[6]
- en présence de vices rédhibitoires[6]; il s'agit là d'une analogie (qiyas) avec la résiliation pour vice caché[6] (en l'occurrence, maladie rendant la vie commune périlleuse, par exemple la lèpre ou la démence[6], ou impuissance du mari[6])
- pour inaccomplissement des obligations de mariage[6]: non-paiement de la dot, manquement à l'obligation d'entretien (nafaka), ou encore si le mari contrevient à une disposition précisée dans le contrat de mariage[6]
- ou le divorce peut être prononcé d'office par le juge[6] (abus de l'autorité maritale, en cas de violences par exemple[6], dissentiment grave entre les époux[6], absence de l'époux [6]).

D'après Shaykh Muhammad Ibn Ibrâhîm  : « Il est permis de contraindre l’époux à accepter la dissolution du mariage lorsqu’il n’est pas possible de réunir les deux époux, et ce en fonction de l’effort d’interprétation du juge, et Ibn Muflih rapporta cela d’éminents juges du Shâm. »
L'Islam met en place un arbitrage par l'intermédiaire de 2 juges (représentants) de chaque famille qui doivent trancher de la situation (en règle générale, les 2 pères de chaque conjoints). En cas de désaccord entre les 2 arbitres-juges-médiateurs, une instance judiciaire tranche définitivement sur les conflits - à noter que, d'après al Lajna ad-Daima, en pays non-musulman, l'imam est considéré comme juge-arbitre.

## Interprétation
Un hadith, cependant considéré par certains comme faible (da'îf), mentionnerait : « le plus haïssable des actes licites aux yeux de Dieu est le Talâq ».
Mohammad Nasir Ad-Dine Al Albani considère ce hadith comme étant faible dans de nombreux ouvrages et notamment dans les livres suivants: 
« Irwa al ghalil (p2040) – 
da’if Abi daoud (p472) – 
da’if Ibn Madja (p441) – 
da’if at-targhib (p1238) – 
da’if al jami’ (p44) – 
ghayatou al maram (p253) ». 
Il a également écrit dans mishkatou al maçabih (3216) que sa chaîne de narrateurs comportait des erreurs et l’a rendu authentique dans « at-ta’liqat ar-radiya (p238 - 2) puis il a dit plus loin (p269 - 2) qu’il n’était pas sûr mais plutôt déficient[pas clair].  Pour rappel, un hadith jugé faible ne peut pas être utilisé comme un argument en jurisprudence sauf exception.

## Dispositions nationales
Au Maroc, la réforme du droit de la famille (Moudawana) a autorisé les femmes à décider d'elles-mêmes du divorce (l'art. 71 prévoit le khul') . 
NB : en cas de khul' : la femme n'est plus considérée comme l'épouse du mari et doit donc retourner chez ses parents car elle ne lui est plus licite sauf s'ils (les époux avec l'accord de l'épouse et du waly) refont un nouveau contrat de mariage . 
Le Code du statut personnel tunisien (1956) a remplacé la procédure de répudiation par une procédure de divorce qui « ne peut avoir lieu que devant le tribunal » et qui entraîne « la dissolution du mariage ». Ce même tribunal ne prononce le divorce qu’en cas de consentement mutuel des deux époux et à la demande de l’un des conjoints en fonction du préjudice dont il a été victime. Il est également indiqué que « le préjudice matériel sera réparé [à la femme] sous forme de rente payable mensuellement [...] en fonction du niveau de vie auquel elle était habituée durant la vie conjugale, y compris le logement ». Une fois encore, le président Habib Bourguiba se justifie par les dispositions du Coran.

### Procédure en Algérie
L'ordonnance n°59-274 du 4 février 1959 relative au mariage contracté par les personnes de statut civil local en Algérie, suivie d'un décret d'application du 17 septembre 1959 paru au J.O.R.F. du 19 septembre 1959, précise les modalités d'application du code civil en matière de mariage et de divorce dans les « départements d'Algérie ».
Le mariage peut être dissous (sauf en cas de décès) uniquement par décision de justice rendue par le cadi ou le juge de paix. Un jugement de divorce est obligatoire. Ce qui revenait à interdire le divorce par talâq.
Les actes constatant les répudiations intervenues avant cette date devaient être transcrits sur les registres d'état civil. La production d'un extrait de la transcription de l'acte de répudiation prouve la dissolution du mariage.

## L'annulation du mariage
L'annulation du mariage est reconnue par l'islam en cas de non-consommation. Encore aujourd'hui, il arrive que la non-consommation doive être justifiée[réf. nécessaire].
L'annulation du mariage est encore utilisée dans certains pays religieux car il permet à la femme de rompre le lien du mariage sans perdre sa dot.

## Les commissions de réconciliation
Toutefois, en cas de mésentente grave et prolongée, le Coran recommande qu'on ait recours non pas directement à la formule du divorce mais à une commission qui tentera la réconciliation. 
Il s'agit pour ce faire que le juge désigne une commission constituée d'une personne de la famille de la femme et d'une autre de la famille du mari. Cette commission aura pour objectif de tenter la réconciliation entre les deux époux : au cas où il leur apparaît que celle-ci est impossible ou vaine, ils peuvent prononcer le divorce. 
Le juge peut nommer deux personnes ou une seule: selon Shaykh Al-‘Uthaymîn « Si la désunion ne survient que d’un seul époux, il n’est pas nécessaire de faire appel à deux arbitres qui n’interviennent que si la discorde naît des deux parties »[source insuffisante]
Il peut nommer des personnes apparentées ou non aux époux, or les personnes nommées doivent être au courant des règles de l'Islam en la matière . 